# Amt Warnow-West
La comunità amministrativa di Warnow-West (Amt Warnow-West) si trova nel circondario di Rostock nel Meclemburgo-Pomerania Anteriore, in Germania.

## Suddivisione
Comprende 7 comuni (abitanti il 31 dicembre 2022):
1. Elmenhorst/Lichtenhagen (4 243)
2. Kritzmow * (3 927)
3. Lambrechtshagen (2 961)
4. Papendorf (2 525)
5. Pölchow (943)
6. Stäbelow (1 408)
7. Ziesendorf (1 430)

Il capoluogo è Kritzmow.